# Jean Danguillaume
Jean Danguillaume (* 31. Oktober 1932 in Paris) ist ein ehemaliger französischer Radrennfahrer.

## Sportliche Laufbahn
Er war von 1953 bis 1962 Berufsfahrer. Während seiner gesamten Laufbahn erzielte er 230 Siege als Junior, Amateur, Unabhängiger und Profi. Seine herausragenden Erfolge waren die Siege im Circuit Cycliste Sarthe 1956, 1957 und 1958 (wobei er auch mehrere Etappen gewann). Die Tour d’Eure-et-Loir gewann er 1957, das Rennen Poitiers–Saumur–Poitiers sah ihn 1954 auf dem ersten Platz.

## Familiäres
Jean Danguillaume ist der Bruder von Camille Danguillaume, Andre Danguillaume, Roland Danguillaume und Marcel Danguillaume, die alle Radsportler waren. Er ist der Onkel von Jean-Pierre Danguillaume, der 1968 die Internationale Friedensfahrt gewann und von Jean-Louis Danguillaume.